# Poród

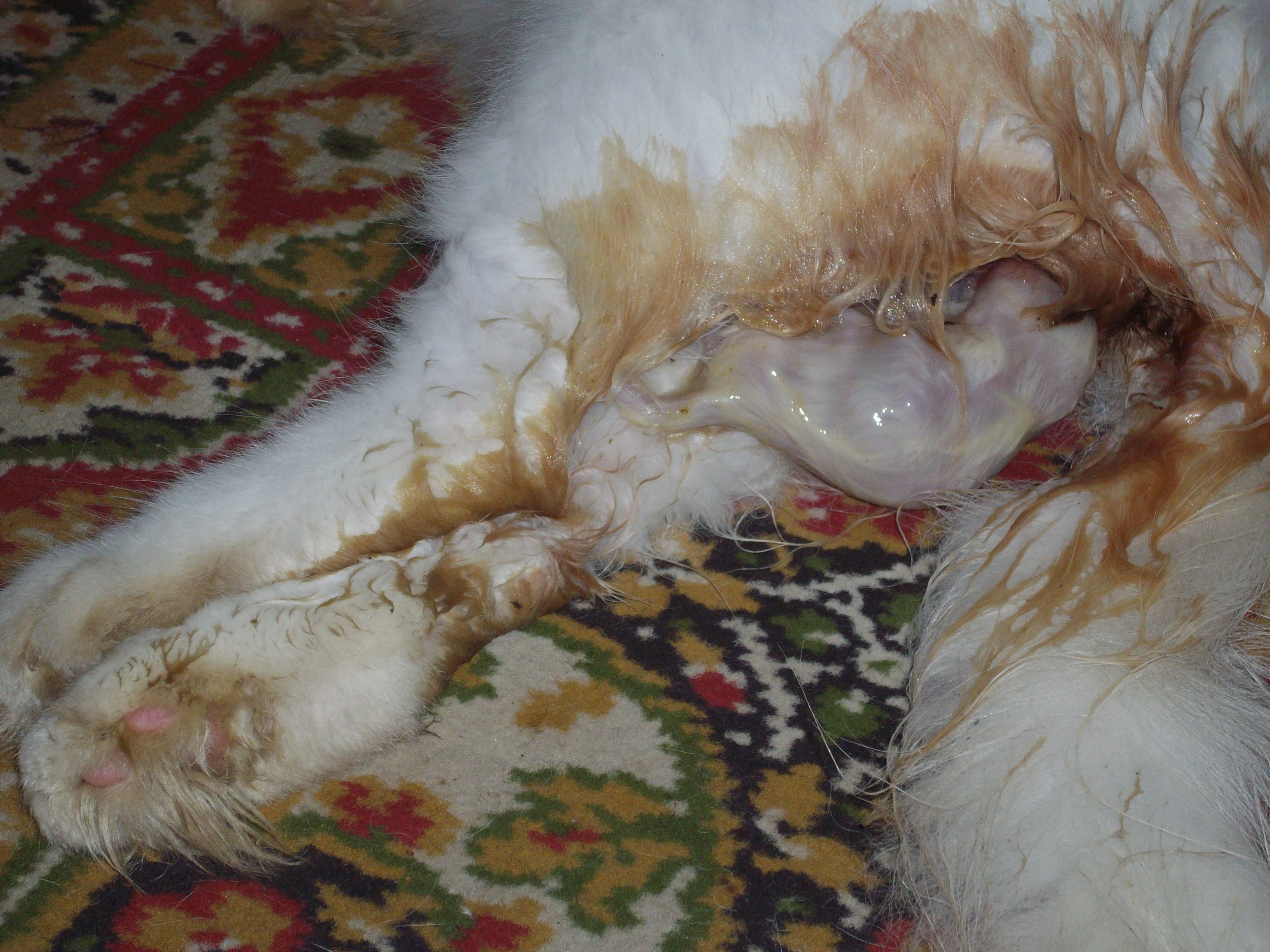
Poród u kota.

Poród (również rozwiązanie, narodziny) – u samic ssaków łożyskowych oraz torbaczy wydalenie płodu i łożyska z macicy samicy kończące ciążę.

## Poród u ssaków łożyskowych
Poród jest fizjologicznie spowodowany dojrzałością płodu. Przebieg oraz czas trwania procesu jest różny w zależności od gatunku. Może trwać od kilkunastu minut u klaczy nawet do kilku godzin (u świń fizjologicznie 2-5 godzin). Regulacja odbywa się na drodze hormonalnej za sprawą rozwinięcia osi podwzgórze-przysadka-kora nadnerczy u płodu.
Gdy płód jest dojrzały w jego podwzgórzu zwiększa się wydzielanie kortykoliberyny co stymuluje uwalnianie hormonu adrenokortykotropowego w przedniej części przysadki co z kolei powoduje zwiększone wydzielanie kortykosteroidów w korze nadnerczy.